# Фрідріх Райнер
Фрідріх Райнер (нім. Friedrich Rainer; 28 липня 1903, Санкт-Файт-ан-дер-Глан, Австро-Угорщина — 19 липня 1947, Любляна, Югославія) — австрійський нацист, партійний діяч НСДАП, гауляйтер, рейхсштатгальтер, обергруппенфюрер СС (21 червня 1943).

## Біографія
Фрідріх Райнер народився в сім'ї шкільного вчителя. Вивчав право в університеті Ґраца, між семестрами заробляв гроші, працюючи в банку. Після успішного складання іспитів працював в нотаріальній конторі, отримав докторський ступінь в 1926 році. У січні 1923 року вступив у СА в Санкт-Файті, був учасником багатьох націоналістичних організацій. У 1926 році одружився (від шлюбу було 8 дітей). 10 жовтня 1930 року вступив у НСДАП (квиток № 301 860) і був одним з організаторів ортсгрупи в Санкт-Файті. У січні 1934 року вступив у СС (посвідчення № 292 774), командир Каринтійського штандарта СС. З травня 1936 року був представником НСДАП в провінційному уряді Каринтії. Після аншлюсу 13 березня 1938 року райхскомісар Йозеф Бюркель призначив Райнера керівником організаційного відділу в своєму штабі.
З 22 травня 1938 року — гауляйтер Зальцбурга. З 24 травня 1938 року — керівник земельного управління Зальцбурга. У 1938 році був обраний депутатом Рейхстагу. З 1 вересня 1939 року — імперський комісар оборони 18-го військового округу (зі штаб-квартирою в Зальцбурзі). З 15 березня 1940 по 17 листопада 1941 — рейхсштатгальтер Зальцбурга. 30 січня 1941 року був призначений почесним гебітсфюрером гітлерюгенду. З 18 листопада 1941 року — гауляйтер Каринтії (зі штаб-квартирою в Клагенфурті). З 11 грудня 1942 року - імперський комісар оборони Карbнтії. З 10 вересня 1943 року — вищий комісар в оперативній зоні Адріатичного узбережжя (Удіне, Герц, Трієст, Лайбах, Фіуме і Пола), в руках Райнера була зосереджена вся повнота влади на цій території. 28 вересня 1943 він створив т. Зв. народний уряд Словенії на чолі з генералом Леоном Рупніком. 15 жовтня 1943 року Райнер сформував органи цивільної адміністрації в Фріулі. У 1944 році Фрідріх Райнер заборонив призов словенців у вермахт і прийом їх до лав ополчення СА. В кінці квітня 1945 року він намагався організувати останнє відчайдушний опір німецьких військ в Каринтії.
У травні 1945 року Райнер спробував сховатися біля озера Вайсензе, але був виданий місцевими жителями і арештований британськими військами, потім переведений в Нюрнберг. В якості свідка він брав участь в роботі Міжнародного військового трибуналу в Нюрнберзі, зокрема у справі Артура Зейсс-Інкварта. 13 березня 1947 року Райнер був виданий Югославії. 10 липня 1947 року постав перед військовим трибуналом югославської 4-ї армії, був визнаний винним у злочинах проти народу і засуджений до смертної кари. 19 липня 1947 року страчений.

## Нагороди
- Почесний кут старих бійців
- Золотий партійний знак НСДАП
- Почесна шпага рейхсфюрера СС
- Кільце «Мертва голова»
- Медаль «У пам'ять 13 березня 1938 року»
- Хрест Воєнних заслуг 2-го і 1-го класу